# Alter Bahnhof Bergedorf

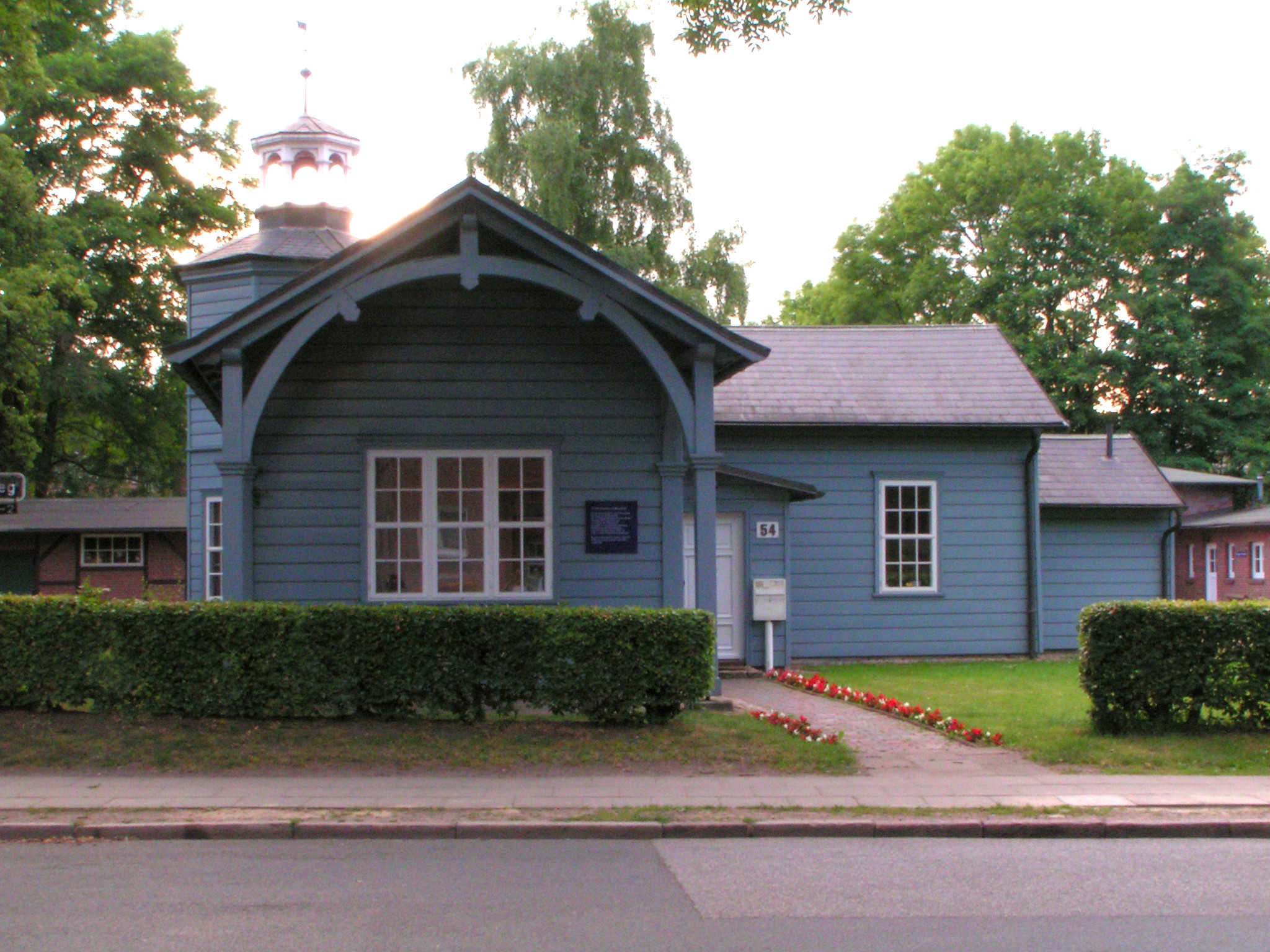
Ehemaliges Bahnhofsgebäude

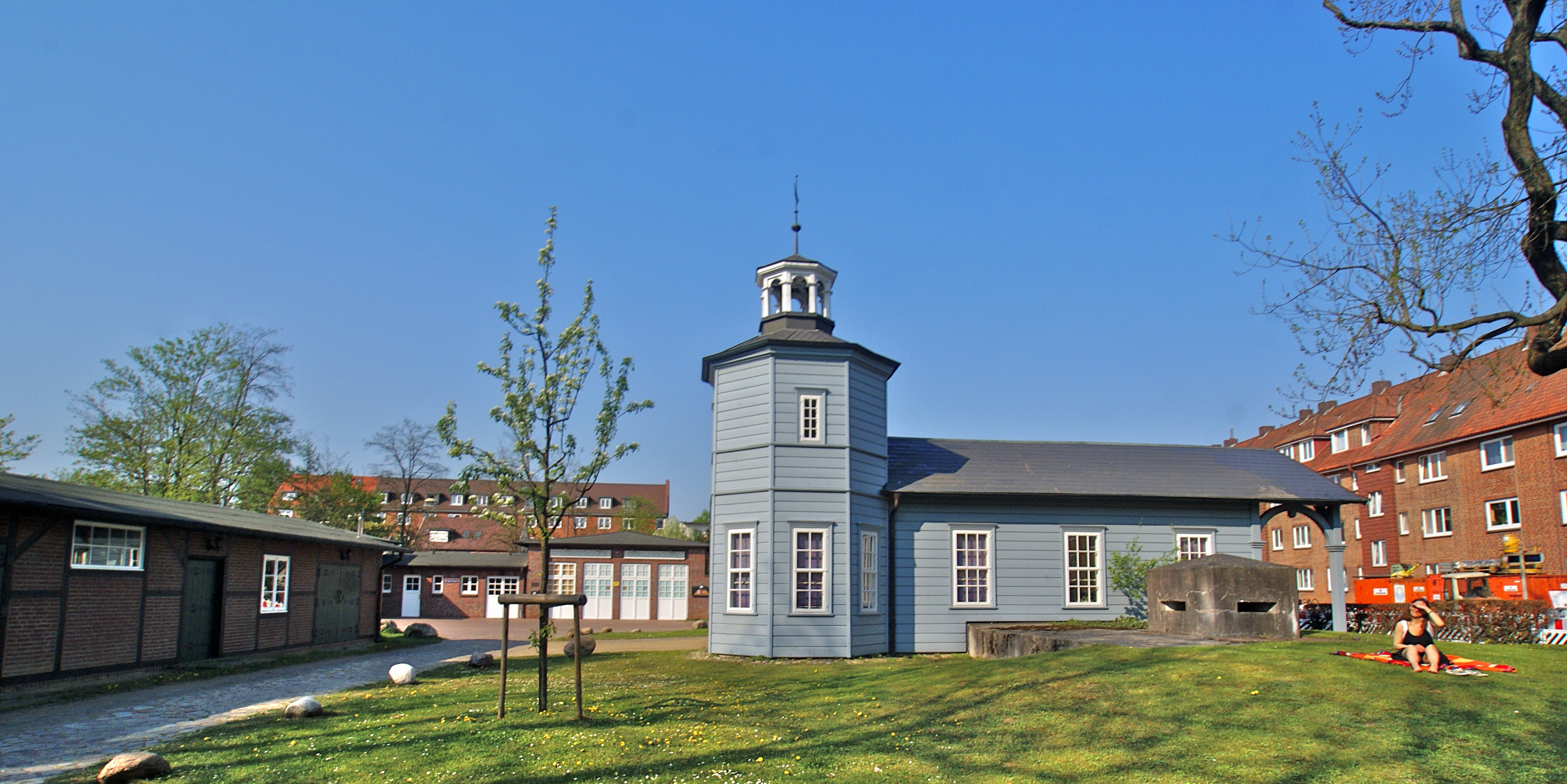
Südfront und Güterschuppen

Der Alte Bahnhof in Hamburg-Bergedorf der Hamburg-Bergedorfer Eisenbahn ist eines der ältesten erhaltenen Bahnhofsgebäude in Deutschland. Es entstand im Jahre 1842 nach einem Entwurf von Alexis de Chateauneuf. Die Bahnstrecke nach Hamburg wurde 1838 von William Lindley geplant und am 7. Mai 1842 in Betrieb genommen.
Das Empfangsgebäude steht heute nicht mehr an einer Bahnstrecke. Für die am 15. Dezember 1846 eröffnete Verlängerung der Bergedorfer Bahn nach Berlin wurde eine nordwestlich am Bergedorfer Stadtzentrum vorbeiführende Trasse gewählt und dort ein neuer Bahnhof errichtet. Der alte Bahnhof Bergedorf verlor dadurch seine Funktion und wurde fortan als Wohnhaus genutzt, wobei auch Änderungen am Gebäude erfolgten.
Nach seiner Renovierung in den Jahren 1990 bis 1992 dient das Empfangsgebäude heute als Veranstaltungsort für Vereinsaktivitäten sowie als Stadtteil-Büro von Haus und Grund. Der Bereich der Bahnsteige ist heute eine Rasenfläche, daneben ist ein Güterschuppen erhalten.
Der Bahnhof befindet sich südlich der Bergedorfer Innenstadt an der Straße Neuer Weg (Hausnummer 54). An dieser entstand später in etwa 150 m Entfernung der Bahnhof Bergedorf Süd der Bergedorf-Geesthachter Eisenbahn, die 1906 den Betrieb aufnahm.